# Нова Балка
Нова́ Ба́лка —  село в Україні, у Берестинському районі Харківської області. Населення становить 30 осіб. Орган місцевого самоврядування — Новоолександрівська сільська рада.
Після ліквідації Сахновщинського району 19 липня 2020 року село увійшло до Красноградського (Берестинського) району.

## Населення

### Мова
Розподіл населення за рідною мовою за даними перепису 2001 року:
| Мова       | Кількість | Відсоток |
| ---------- | --------- | -------- |
| українська | 24        | 80%      |
| російська  | 6         | 20%      |
| Усього     | 30        | 100%     |

## Географія
Село Нова Балка знаходиться на берегах пересихаючої річки Куций, вище за течією на відстані 3,5 км розташоване село Новоолександрівка, нижче за течією на відстані 2,5 км розташоване село Петрівка. На річці зроблена велика загата. Поруч проходить автомобільна дорога Р79. На відстані 3 км знаходиться залізнична станція Кузьминівка.

## Історія
- 1885 - дата заснування.